# Enrique Ojeda Vila
Enrique Ojeda Vila (Sevilla, 10 de abril de 1968) es un diplomático español. Es el embajador de España en Marruecos (desde 2024).

## Biografía
Licenciado en Derecho por la Universidad de Sevilla, ingresó en 1994 en la carrera diplomática. Ha estado destinado en las representaciones diplomáticas españolas en Bolivia, Guatemala y Estados Unidos. Ha sido director de la Fundación Tres Culturas del Mediterráneo (2004); secretario general de Acción Exterior de la Junta de Andalucía; director general de Cooperación Autonómica en el Ministerio de Política Territorial y Administración Pública (abril de 2009-mayo de 2011), y estuvo destinado en la Embajada del Reino Unido (2012-2017).
Realizó estudios en la Escuela de Economía de Londres sobre la transición del comunismo a la democracia en los países de Europa del Este y en la Universidad de Aix-en-Provence sobre derecho internacional. Ha sido profesor asociado de derecho internacional privado en la Universidad Pablo de Olavide de Sevilla.
Ha sido embajador de España en: El Salvador (2011-2012), Bolivia (2017-2018) y Chile (2018-2021)y director del consorcio público Casa de América (julio de 2021-enero de 2024).
Es el embajador de España en Marruecos (desde enero de 2024).